# Заводський (Марі-Турецький район)
Заводско́й (рос. Заводской, марій. Заводской) — селище у складі Марі-Турецького району Марій Ел, Росія. Входить до складу Марі-Турецького міського поселення.

## Населення
Населення — 136 осіб (2010; 185 у 2002).
Національний склад (станом на 2002 рік):
- марійці — 50 %
- росіяни — 39 %